# Джахангира
Джахангира (англ. Jahangira)  — город в пакистанской провинции Хайбер-Пахтунхва, расположен в округе Сваби.

## Географическое положение
Высота центра НП составляет 281 метр над уровнем моря.

## Демография
Население города по годам:
| 1981   | 1998   | 2010   |
| ------ | ------ | ------ |
| 18 076 | 30 537 | 44 252 |